# Kazimieras Venclauskis

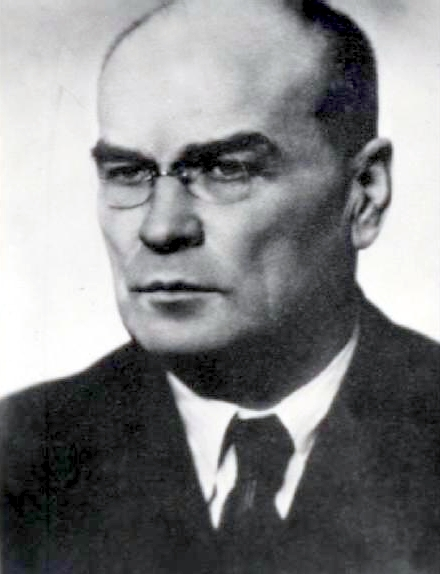
Kazimieras Venclauskis

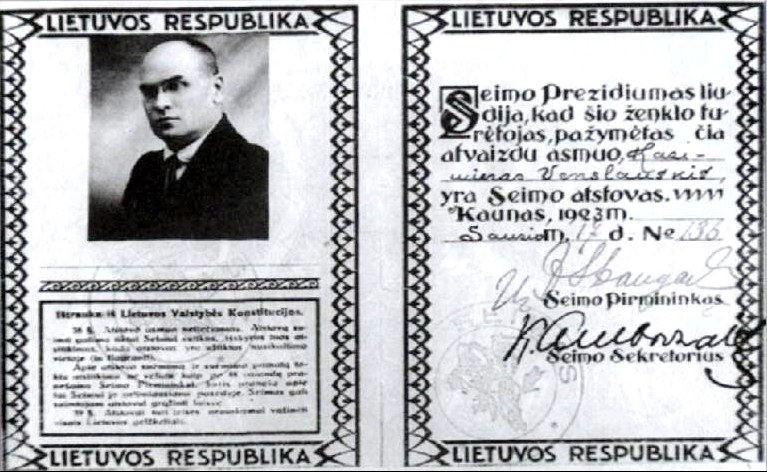
Ausweis des Mitglieds des Seimas

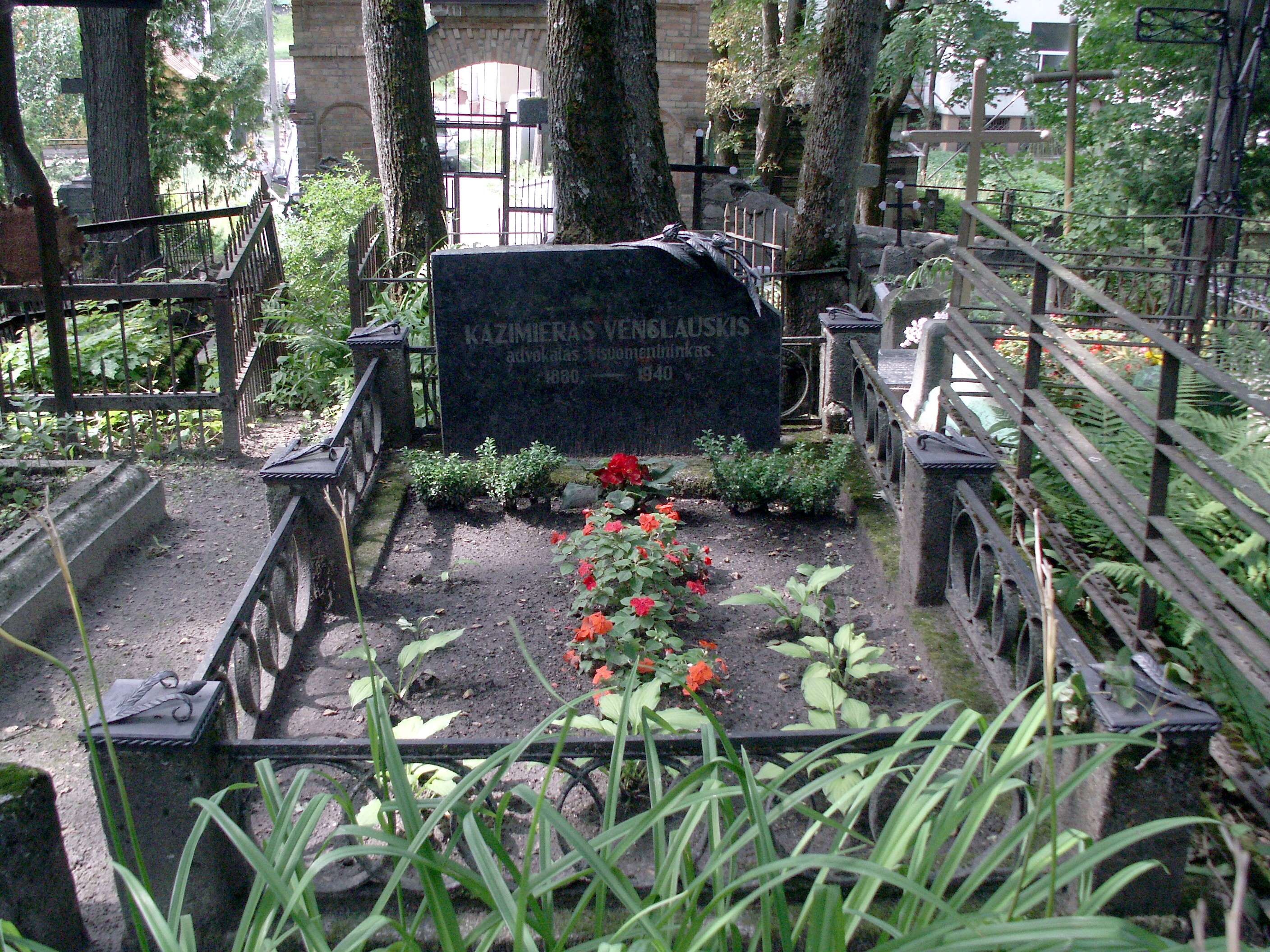
Grab im Friedhof Šiauliai

Kazimieras Venclauskis (* 27. Februar 1880 in Juodeikiai, Kreis Plungė, Bezirk Telšiai, Russisches Kaiserreich; † 24. Februar 1940 in Šiauliai, Litauen) war ein litauischer Rechtsanwalt und Politiker.

## Biografie
Kazimieras Venclauskis besuchte die Grundschule in Lieplaukė und ab 1896 das Progymnasium Palanga. 1898 legte er am deutschen Gymnasium in Libau in Kurland die Reifeprüfung ab. Ab 1898 studierte er Technik in Sankt Petersburg sowie Medizin an der Universität Warschau (in Polen). 1903 absolvierte er das Studium der Rechtswissenschaften an der Kaiserlichen Universität Dorpat.
Ab 1903 arbeitete er als Kandidat am Gericht in Riga, ab 1905 als Ermittler in der Zivilabteilung des Gerichts Riga, 1907 in Arensburg.
Ab 1908 arbeitete er als Anwalt in Šiauliai.
1911 wurde er Mitglied der Stadtduma Šiauliai. Von 1918 bis 1919 war er Bürgermeister von Šiauliai. Danach wurde er Mitglied des Seimas.

## Familie
Kazimieras Venclauskis war mit der Schauspielerin Stanislava Jakševičiūtė-Venclauskienė verheiratet. Das Paar hatte zwei Töchter, Gražbylė und Danuta. Seine Frau kümmerte sich um mehr als hundert Waisenkinder und obdachlose Kinder. Während der NS-Besatzung Litauens retteten seine Frau und seine Töchter jüdischen Männern, Frauen und Kindern das Leben. Alle drei wurden von Yad Vashem im Jahr 1995 als Gerechte unter den Völkern ausgezeichnet.